# Breakin' Outta Hell
Breakin' Outta Hell é o quarto álbum de estúdio da banda de rock australiana Airbourne. Lançado em 23 de setembro de 2016, o trabalho foi editado pela Spinefarm.
| Críticas profissionais | Críticas profissionais |
| Avaliações da crítica  | Avaliações da crítica  |
| Fonte                  | Avaliação              |
| ---------------------- | ---------------------- |
| Classic Rock           | [ 4 ]                  |
| The Guardian           | [ 5 ]                  |
| Kerrang!               | [ 6 ]                  |
| Rock Sound             | 6/10                   |
| Rolling Stone          | [ 8 ]                  |

## Lista de faixas
| N.º            | Título                                                                         | Duração |  |
| 1.             | "Breakin' Outta Hell" (Fugindo do Inferno)                                     | 3:53    |  |
| 2.             | "Rivalry" (Rivalidade)                                                         | 4:03    |  |
| 3.             | "Get Back Up" (Levante de Volta)                                               | 3:38    |  |
| 4.             | "It's Never Too Loud for Me" (Nunca É Muito Alto para Mim)                     | 3:24    |  |
| 5.             | "Thin the Blood" (Afine o Sangue)                                              | 3:29    |  |
| 6.             | "I'm Going to Hell for This" (Irei para o Inferno por Isto)                    | 3:45    |  |
| 7.             | "Down on You" (A Ver com Você)                                                 | 4:19    |  |
| 8.             | "Never Been Rocked Like This" (Nunca Fui Balançado Assim)                      | 3:07    |  |
| 9.             | "When I Drink I Go Crazy" (Quando Eu Bebo Eu Fico Louco)                       | 2:41    |  |
| 10.            | "Do Me Like You Do Yourself" (Transe Comigo Como Você Transa Consigo Mesmo(a)) | 3:58    |  |
| 11.            | "It's All for Rock N' Roll" (É Tudo Pelo Rock N' Roll)                         | 3:39    |  |
| Duração total: | Duração total:                                                                 | 39:56   |  |

| Faixa bônus da edição de luxo |                     |         |  |
| N.º                           | Título              | Duração |  |
| 12.                           | "Bombshell" (Bomba) | 3:28    |  |
| Duração total:                | Duração total:      | 43:24   |  |

## Paradas
| Parada (2016)                         | Maior posição |
| ------------------------------------- | ------------- |
| Austrália (ARIA)                      | 13            |
| Áustria (Ö3 Austria Top 40)           | 3             |
| Bélgica (Ultratop Flandres)           | 29            |
| Bélgica (Ultratop Valônia)            | 35            |
| Canadá (Billboard)                    | 54            |
| Países Baixos (Dutch Charts)          | 96            |
| Finlândia (Suomen virallinen lista)   | 24            |
| French Albums (SNEP)                  | 21            |
| Alemanha (Offizielle Deutsche Charts) | 3             |
| Italian Albums (FIMI)                 | 71            |
| New Zealand Albums (RMNZ)             | 33            |
| Escócia (Official Scottish Albums)    | 6             |
| Spanish Albums (PROMUSICAE)           | 50            |
| Suécia (Sverigetopplistan)            | 36            |
| Suíça (Schweizer Hitparade)           | 4             |
| Reino Unido (Official Albums Chart)   | 9             |